# Glocke (Néré)

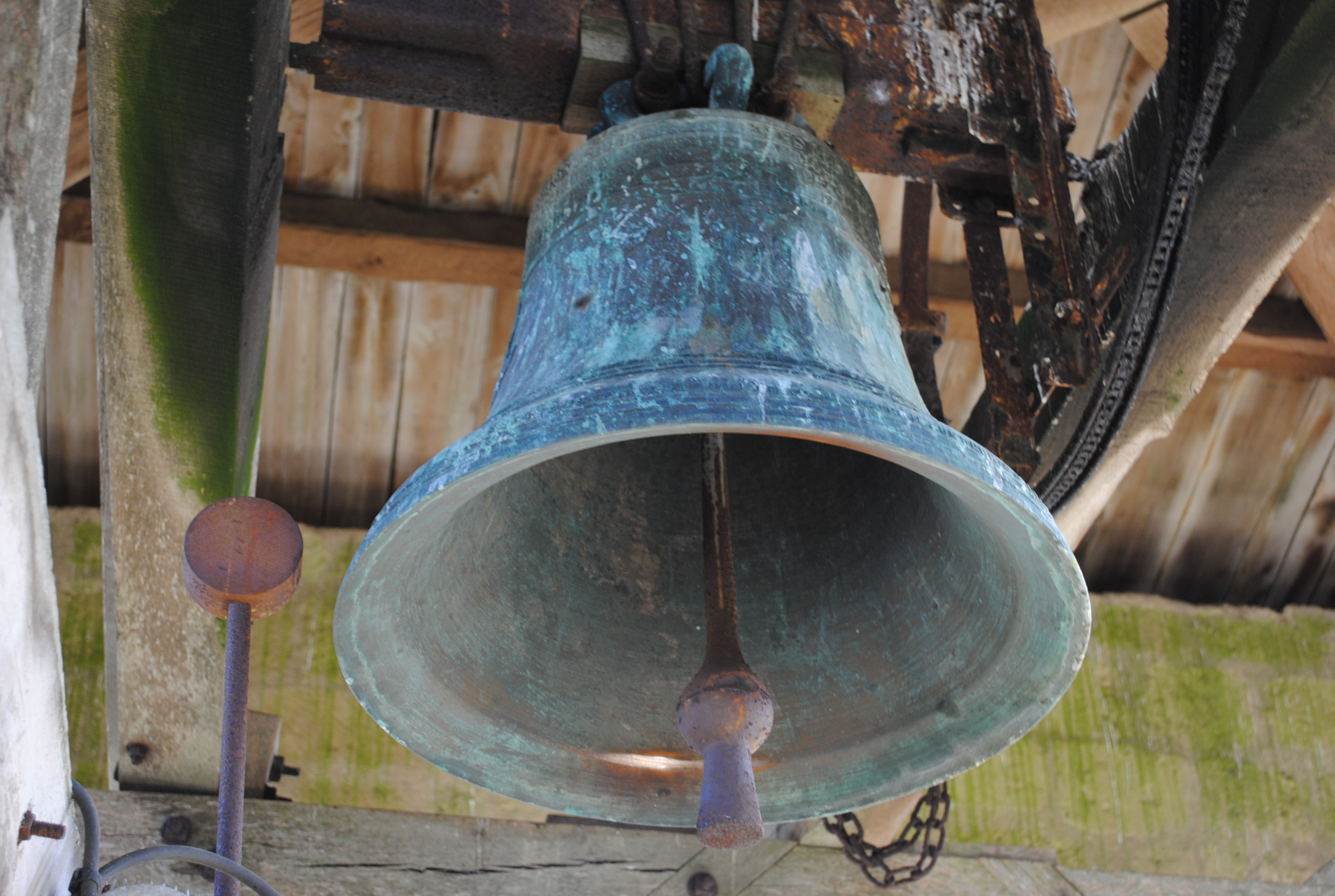
Glocke in Néré

Die Glocke in der Kirche St-Pierre in Néré, einer französischen Gemeinde im Département Charente-Maritime der Region Nouvelle-Aquitaine, wurde 1677 gegossen. Die Kirchenglocke aus Bronze ist seit 1942 als Monument historique klassifiziert. 
Die Glocke aus einer unbekannten Glockengießerei trägt folgende Inschrift: „I.H.MARIA. SAINT PIERRE ORA PRO NOBIS PARRAIN VALLENTIN DU RAYNYER DE DRAVET, CONSEILLER DU ROY, ABBE COMMANDATAIRE DES ABBAYES DE SAINTES IH MARIE MAGDELEINE AUMONIER ORDINAIRE DU ROY SEIGNEUR TEMPOREL ET SPIRITUEL DE LA CHASTELLEINE DE CHATEAU DUN ET DE SAINT JEAN D’ANGERI. PAX. CHAMBRE ABBATIALE DE LADITE ABBAYE DE SAINT JEAN BEIRE ET SEIGNEURIE PREVOTTALLE DE NEYRE. MESSIRE JEAN MAIGRE PRIEUR CURE DE NEYRE 1677“.